# كوندريت

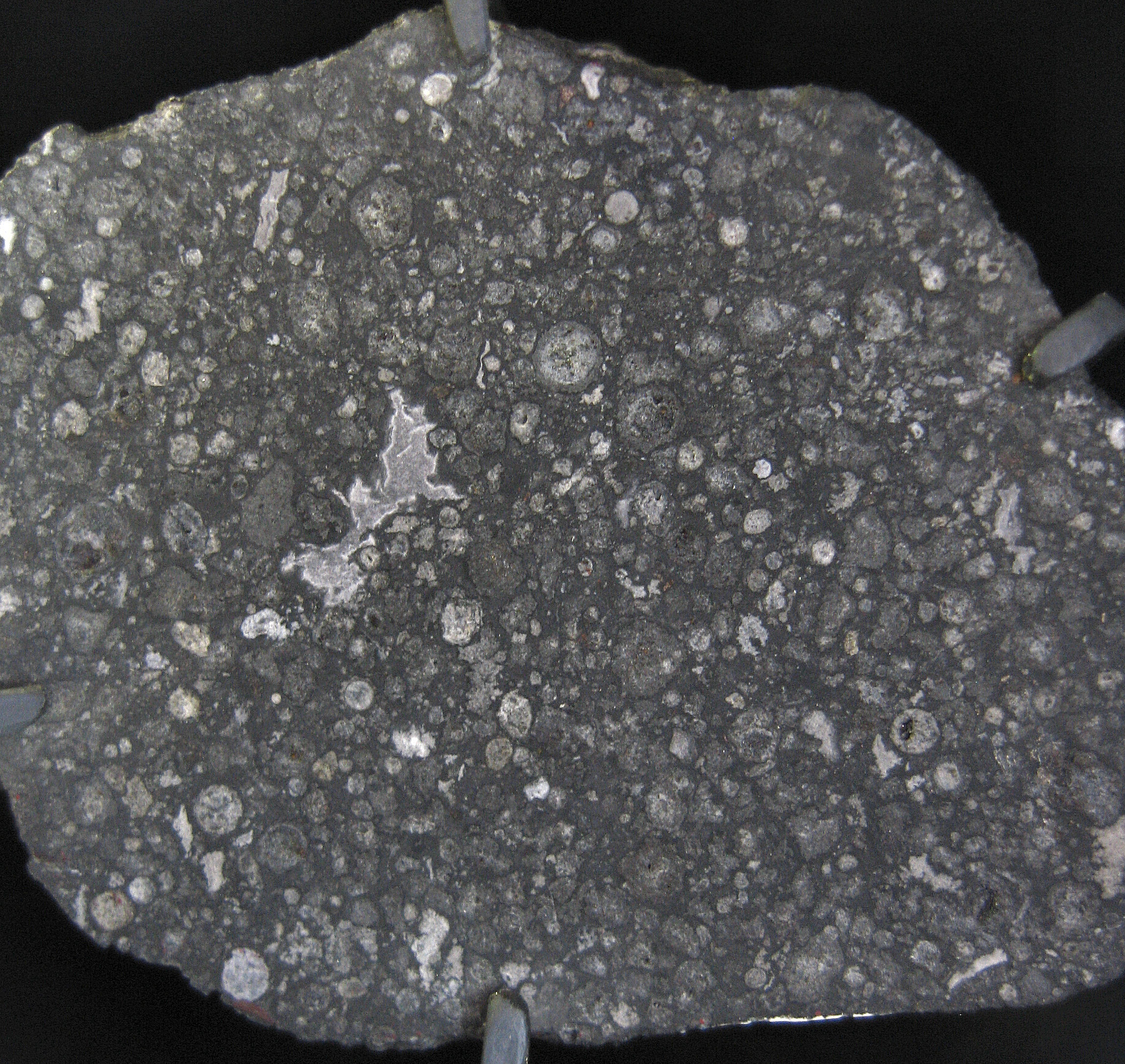
ألينده (شهاب)

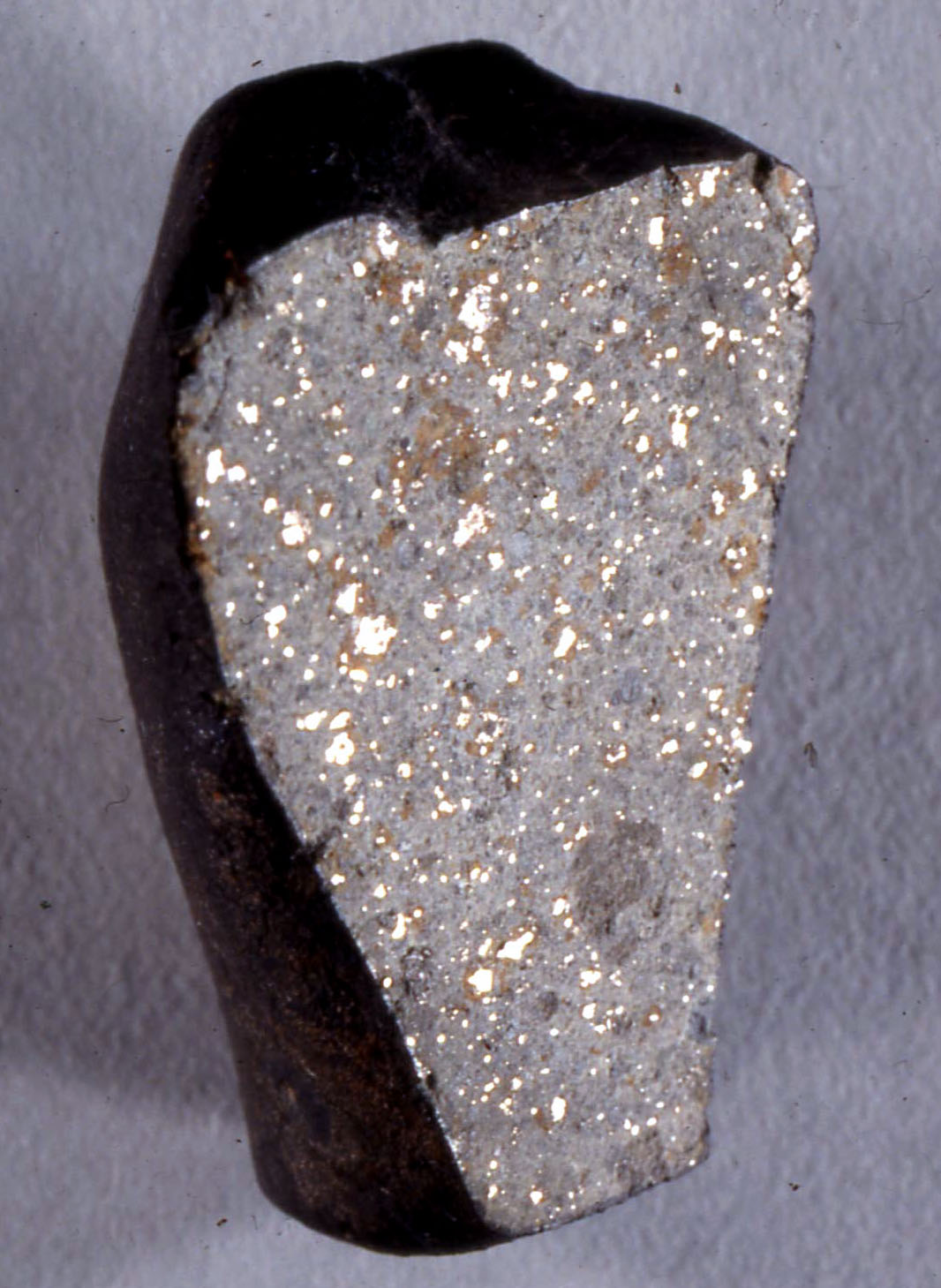
L6-كوندريت هولبروك, الحبيبات الفاتحة معدنية. الإرتفاع 5 سنتيمتر.

الكوندريت (ملاحظة 1) هو عبارة عن نيزك حجري غير معدني لم تتغير خصائصه عن الجسد الأم بفعل الانصهار أو التباين.
يعود اسمه إلى حبيبات السيليكات، التي تسمى «كوندرين» في مادة النيزك الأساسية. وتتكون المادة الأساسية للكوندريت من المعادن أوليفين ، و بيروكسين و بلاغيوكلاس. كما يحتوي الكوندريت على معادن النيكل-حديد وكبريتات الحديد.
يمكن اعتبار الكوندريتات بمثابة صخور رسوبية كونية. غالبًا ما يطلق عليها اسم النيازك غير المتمايزة لأن تركيبها الكيميائي، باستثناء العناصر الغازية والمتطايرة مثل الصوديوم والبوتاسيوم أو الغازات النبيلة، يتوافق مع تركيب الغلاف الضوئي للشمس ؛ وبالتالي مع تركيب السديم الشمسي الأصلي. أظهرت بحوث تعيين  العمر عن طريق قياس النظائر المشعة أن الكوندريتات تشكلت في الأيام الأولى للنظام الشمسي منذ 4.5 مليار سنة.

على الرغم من أن الكويكبات الكوندريتية لم تصل إلى درجة حرارة كافية للإنصهار بناءً على درجات الحرارة الداخلية، إلا أن العديد منها وصل إلى درجات حرارة عالية بما يكفي لتعرضه لتحول حراري كبير في أجزائه الداخلية. يُرجَّح أن مصدر الحرارة كان طاقة ناتجة عن تحلل النظائر المشعة قصيرة العمر (أعمار نصفها أقل من بضعة ملايين من السنين) التي كانت موجودة في النظام الشمسي حديث التشكل، وخاصةً 26-Al و60-Fe، مع أن التسخين ربما يكون ناتجًا عن اصطدامات بالكويكبات أيضًا. احتوت العديد من الكويكبات الكوندريتية أيضًا على كميات كبيرة من الماء، ربما بسبب تراكم الجليد مع المواد الصخرية.
ونتيجةً لذلك، تحتوي العديد من الكويكبات الكوندريتية على معادن مائية، مثل الطين، تكوّنت عند تفاعل الماء مع صخور الكويكب في عملية تُعرف بالتغير المائي. بالإضافة إلى ذلك، تأثرت جميع الكويكبات الكوندريتية بعمليات الاصطدام فيما بينها و الاصطدامات بكويكبات أخرى. تسببت هذه الأحداث في تأثيرات متنوعة، تراوحت بين الضغط البسيط والتكسير والتعرّق والانصهار الموضعي وتكوين معادن عالية الضغط. والنتيجة النهائية لهذه العمليات الحرارية والمائية والصدمية الثانوية هي أن عددًا قليلًا فقط من الكوندريتات المعروفة يحتفظ بشكله الأصلي ، بما في ذلك الغبار والكوندرولات  والشوائب التي تشكلت منها.

## هوامش
ملاحظة 1 يقابلها بالإنجليزية Chondrite

## اقرأ أيضا
- كوندرول
- كوندريت CI
- تصنيف النيازك
- شهاب ماركيسون
- تضمين غني بالكالسيوم والألومنيوم
- مسرد مصطلحات علم النيازك
- قائمة معادن النيازك
- الكوندريتات الكربونية
- الكيمياء الكونية
- التأريخ الإشعاعي